# 云南花耳
云南花耳（学名：Dacrymyces yunnanensis）是属于花耳目花耳科花耳属的一种真菌，生长在油杉朽枝上。该种分布于中国云南。